# Paul Schoenhals
Pour les articles homonymes, voir Schoenhals.
Paul John Schoenhals (né le 5 novembre 1941) est un homme politique provincial canadien de la Saskatchewan. Il représente la circonscription de Saskatoon Sutherland à titre de député du Parti progressiste-conservateur de la Saskatchewan de 1982 à 1986.

## Biographie
Née à Clinton en Ontario, Schoenhals étudie en Ontario, au Nutana Collegiate de Saskatoon et à l'Université de la Saskatchewan d'où il obtient un baccalauréat en éducation. Ensuite il enseigne dans une école secondaire et devient directeur et entraineur des Saskatoon Hilltops (en) évoluant dans la Ligue canadienne de football junior.
Élu en 1982, il entre au cabinet à titre de ministre des Affaires urbaines, de ministre de la Culture et de la jeunesse, de ministre de la Culture et de la Récréation, de ministre responsable de SaskTel, de ministre des Sciences et des Technologies, de ministre de l'Approvisionnement et des Services, ainsi que ministre du Tourisme et des Petites entreprises. Il est défait par Mark Koenker en 1986.
Après la politique, il devient président de la Petroleum Indrustry Training Service. Ensuite, il aménage à Calgary en Alberta pour devenir président et chef de direction d'Enform.